# Kasteel van Ordange

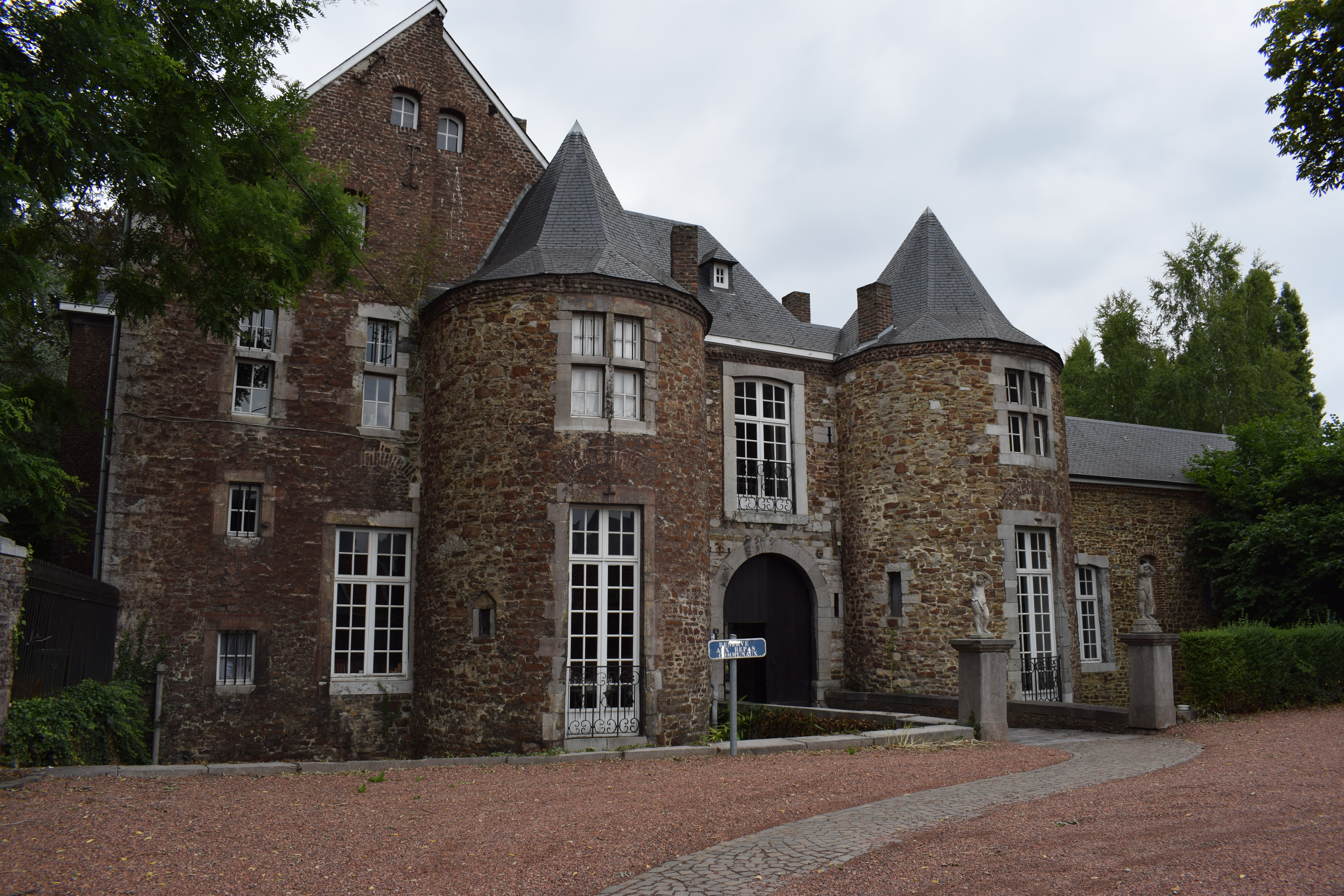
Kasteel van Ordange

Het Kasteel van Ordange (Château d'Ordange) is een kasteel te Jemeppe-sur-Meuse, gelegen aan Rue d'Ordange 8.

## Geschiedenis
Dit kasteel werd in de 15e eeuw voor het eerst vernoemd. Vanaf 1414 werd het gebouwd door een nakomeling van ridder Antoine de Jemeppe. Het kasteel had te lijden van de plundering door Karel de Stoute in 1468, en het werd verwoest door de partij van Van der Mark in de strijd tegen prinsbisschop Johan van Horne.
In 1519 was het kasteel eigendom van het gilde der kuipers. Het werd hersteld. Begin 17e eeuw werd het gekocht door Godfried van Bocholtz, die het verhuurde. Eén der huurders kocht het en in de loop der 18e en 19e eeuw kreeg het tal van eigenaars. Begin 20e eeuw werd het aangekocht door de familie Gevaert, en in 1973 verkocht de laatste afstammelinge, Suzanne Collon-Gevaert, het aan de gemeente Jemeppe. Deze gebruikte het voor culturele manifestaties. In 1979 werd het kasteel geklasseerd als monument, en in 2009 als Patrimoine immobilier exceptionnel de la Région wallonne.

## Gebouw
De grachten en het gesloten karakter van het gebouw gaan terug tot de middeleeuwen. Het water van de gracht werd gevoegd door de ontwateringskanalen van vroege steenkoolmijnen. Er zijn twee ronde torens, stammend van de 15e of de 16e eeuw, gebouwd uit zandsteenblokken. Het kasteel was vroeger via een ophaalbrug toegankelijk, deze werd nog vermeld in 1589 en is nu vervangen door een aarden toegangsweg. Via een poortgebouw tussen de torens komt men op de binnenplaats van het U-vormige complex. In de poort vindt men gevelstenen met de wapenschilden van de families De Jemeppe en De Groesbeek.
De noordwestvleugel is van 1643 en bevat een woongedeelte, uitgevoerd in baksteen en kalksteen. Het centrale deel toont een wapenschild van 1785, van de toenmalige bewoner, Gaiquier de Roger. Tegenover het woongedeelte vindt men de paardenstallen die in later jaren gerestaureerd werden.
In het interieur zijn een aantal belangwekkende schouwen te vinden, zowel in gotische als in renaissance- en classicistische stijl. Ook het meubilair en de decoraties zijn nog in de oorspronkelijke stijl.